# Catherine Wagner
Catherine F. Wagner (* 31. Januar 1953 in San Francisco, Kalifornien) ist eine US-amerikanische Fotografin und Konzeptkünstlerin. Seit 1979 ist sie Professorin für Kunst am Mills College in Oakland, Kalifornien.

## Leben
Catherine Wagner erwarb sowohl ihren Bachelor- als auch ihren Masterabschluss an der San Francisco State University. Seit mehr als dreißig Jahren beobachtet Catherine Wagner die gebaute Umwelt als Metapher dafür, wie wir unsere kulturellen Identitäten konstruieren. Sie hat so unterschiedliche Orte wie Kunstmuseen und wissenschaftliche Labors, das Zuhause und Disneyland untersucht. Wagners Prozess umfasst die Untersuchung dessen, was der Kunstkritiker David Bonetti als „die Systeme, die Menschen schaffen, unsere Liebe zur Ordnung, unser Bestreben, die Welt zu formen, den Wert, den wir dem Wissen beimessen, und die Zeichen, die wir zeigen, um uns auszudrücken“ beschreibt.
Catherine Wagner hat ihr Leben in Kalifornien verbracht, ist aber auch international als Künstlerin tätig, die sowohl fotografisch als auch mit ortsspezifischer Kunst im öffentlichen Raum arbeitet und zahlreiche Vorträge in Museen und Universitäten hält. Sie hat zahlreiche bedeutende Auszeichnungen erhalten, darunter den Rome Prize (2013–2014), ein Guggenheim-Stipendium, NEA-Stipendien und den Ferguson Award. Im Jahr 2001 wurde sie vom Time Magazine zu einer der „Fine Arts Innovators of the Year“ ernannt. Ihre Arbeiten sind in bedeutenden Sammlungen im In- und Ausland vertreten, darunter das Los Angeles County Museum of Art, das San Francisco Museum of Modern Art, das Whitney Museum of American Art, das Museum of Modern Art und das Museum of Fine Arts, Houston. Sie hat mehrere Monographien veröffentlicht, darunter American Classroom, Art & Science: Investigating Matter und Cross Sections.